# クリスティーナ・フォーゲル
クリスティーナ・フォーゲル（Kristina Vogel、1990年11月10日 - ）は、キルギスタン、レニンスコイエ出身で、ドイツの女子自転車競技（トラックレース）選手。
日本の競輪には、短期登録選手制度で出場。

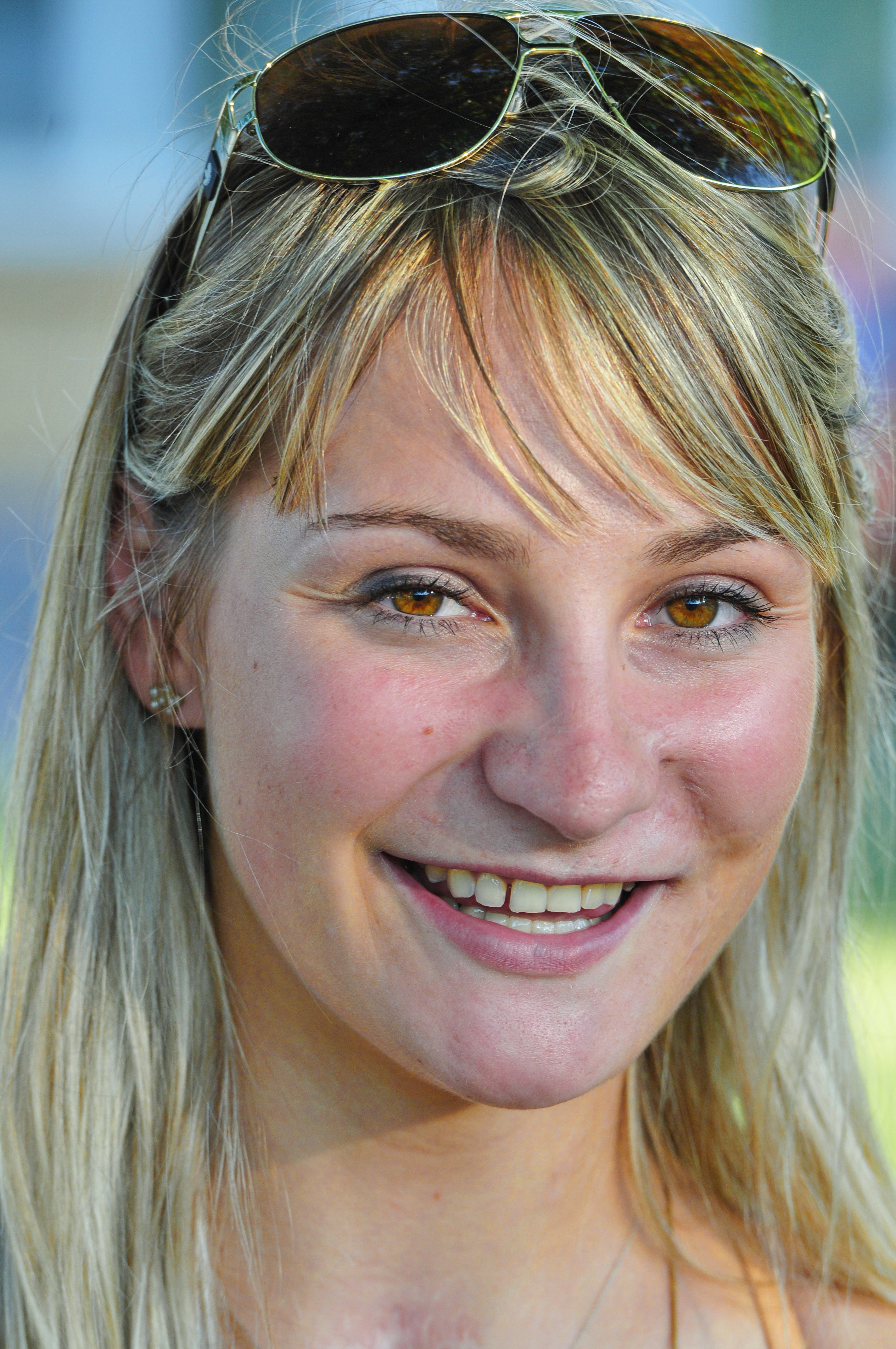

2018年6月26日、ベロドロームで、フォーゲルはスタンディングスタートの練習をしていたオランダのジュニアサイクリストと高速で衝突し、その事故で車椅子生活となる。

## 来歴
2007年
- 欧州選手権・ジュニア部門
  - 個人スプリント 優勝
  - 500mTT 優勝
- ジュニア世界選手権自転車競技大会
  - チームスプリント 優勝（+ ザビーネ・ブレチュナイダー）
  - 500mTT 優勝
  - 個人スプリント 優勝
- ドイツ選手権・ジュニア部門 500mTT 優勝

2008年
- ジュニア世界選手権自転車競技大会
  - 500mTT 優勝
  - 個人スプリント 優勝
  - ケイリン 優勝

2010年
- ドイツ選手権
  - 500mTT 優勝
  - 個人スプリント 優勝
  - ケイリン 優勝
- UCIトラックワールドカップ2010-2011
  - カリ - スプリント 優勝

2011年
- ドイツ選手権
  - 個人スプリント 優勝
- UCIトラックワールドカップ2011-2012
  - カリ - スプリント 優勝

2012年
- 世界選手権
  -  女子チームスプリントにミーリアム・ヴェルテとともに出場。予選・32秒630、決勝・32秒549はいずれも世界新記録であり、また決勝で、同種目3連覇中だった、アンナ・メアーズ、カーリー・マカラクのオーストラリアを破って優勝した。
  - ケイリン 3位
- ロンドンオリンピック
  -  チームスプリントでは上記の世界選手権と同じく、ミーリアム・ヴェルテとのペアで挑んだ。1回戦では当初3位のタイムであったため、3位決定戦に回るはずであったが、当初2番目のタイムを記録したはずのイギリスが、第2走のジェシカ・ヴァーニッシュが、退避途中の第1走であるヴィクトリア・ペンドルトンを先に抜いたとして降格[1]となり、そのため、「繰り上がって」2位のタイムとなったため、決勝で中国と対戦することになった。そして決勝では、中国に先着を許したが、後に、第2走の宮金傑が、退避途中である第1走の郭爽を先に追抜いたとして降格[2]となったため、繰り上がって金メダルを獲得することになった。
  - スプリント 4位
- UCIトラックワールドカップ2012-2013
  - グラスゴー - スプリント & ケイリン優勝

2013年
- 世界選手権
  -  チームスプリント 優勝（+ ミーリアム・ヴェルテ）
  - スプリント 2位

2014年
- 世界選手権
  -  スプリント 優勝
  -  チームスプリント 優勝（+ ミーリアム・ヴェルテ）
  -  ケイリン 優勝

2014年世界選手権（カリ大会）でスプリント、ケイリン、チームスプリントを制覇し、女子短距離三冠を達成。
2015年
- 世界選手権
  -  スプリント 優勝

2016年
- 世界選手権
  -  ケイリン 優勝
- リオデジャネイロオリンピック
  -  スプリント 金メダル獲得
  -  チームスプリント 銅メダル獲得（+ ミーリアム・ヴェルテ）

同年10月に短期登録選手として日本のガールズケイリンに出走。JKAによる登録名はクリスティナ フォーゲル。3開催9戦出走中2開催優勝で8勝2着1回。